# Mouriz
Mouriz is een plaats (freguesia) in de Portugese gemeente Paredes en telt 2911 inwoners (2001).